# Большие Стеблевичи
Большие Стеблевичи (бел. Вялікія Сцяблевічы) — деревня в Ленинском сельсовете Житковичского района Гомельской области Белоруссии.
Кругом лес.

## География

### Расположение
В 48 км на северо-запад от Житковичей, 20 км от железнодорожной станции Микашевичи (на линии Лунинец — Калинковичи), 281 км от Гомеля.

## Транспортная сеть
Транспортные связи по просёлочной, затем автомобильной дороге Микашевичи — Слуцк. Планировка состоит из прямолинейной меридиональной улицы, к центру которой с востока присоединяется короткая изогнутая улица. Застройка деревянная, усадебного типа.

## История
Согласно письменным источникам конечно с начала XIX века как деревня Стеблевичи в Мозырском уезде Минской губернии. Согласно инвентаря 1820 года в составе фольварка Ленин, которым владел полковник Бабанский. Чуть позже часть её жителей основало новую деревню, старая получила название Большие Стеблевичи, а новая — Малые Стеблевичи. В 1834 году работал трактир, во владении князя Л. П. Витгенштейна. В 1879 году упоминается в числе селений Ленинского церковного прихода. В 1908 году в Ленинской волости Мозырского уезда Минской губернии.
Согласно Рижскому договору от 18 марта 1921 года в составе Польши. С сентября 1939 года в составе БССР. Во время Великой Отечественной войны в феврале 1943 года немецкие каратели полностью сожгли деревню и убили 7 жителей. 21 житель погиб на фронте. Согласно переписи 1959 года в составе совхоза «Ленинский» (центр — деревня Ленин).

## Население

### Численность
- 2004 год — 77 хозяйств, 154 жителя.

### Динамика
- 1811 год — 11 дворов, 46 жителей мужского пола.
- 1820 год — 12 дворов.
- 1834 год — 13 дворов.
- 1897 год — 156 жителей (согласно переписи).
- 1908 год — 24 двора, 194 жителя.
- 1940 год — 49 дворов, 205 жителей.
- 1959 год — 471 житель (согласно переписи).
- 2004 год — 77 хозяйств, 154 жителя.